# Kerkhof van Sint-Mariakappel
Het Kerkhof van Sint-Mariakappel is een begraafplaats in de gemeente Sint-Mariakappel in het Franse Noorderdepartement. Het kerkhof ligt rond de Onze-Lieve-Vrouw-Hemelvaartkerk in het dorpscentrum.

## Brits oorlogsgraf
Op het kerkhof ligt het graf van 1 Britse gesneuvelde uit de Tweede Wereldoorlog. Het graf is van kanonnier Robert Baines Cole (Royal Artillery) die stierf tussen 27 en 29 mei 1940. Zijn graf wordt onderhouden door de Commonwealth War Graves Commission alwaar het geregistreerd staat onder Ste. Marie-Cappel Churchyard.